# Мортенсен, Стэн
Стэ́нли Ха́рдинг Мо́ртенсен (англ. Stanley Harding Mortensen; 26 мая 1921, Саут-Шилдс, Англия — 22 мая 1991) — английский футболист, наиболее известный по своим выступлениям за «Блэкпул». В финале Кубка Англии 1953 года сделал хет-трик, став первым и единственным на данный момент футболистом, забивавшим три гола в финале Кубка Англии на «Уэмбли». Также Мортенсен является первым игроком, забившим гол за сборную Англии в отборочных турнирах к чемпионату мира и автором первого гола англичан в истории чемпионатов мира.

## Футбольная карьера
Мортесен служил радистом во время Второй мировой войны. Бомбардировщик RAF, на котором он летел, был сбит, но по счастливой случайности Мортенсен выжил, единственный из всего экипажа.
После восстановления от травм, он начал играть в футбол в военных лигах Англии. Он выступал в качестве гостя за «Арсенал», «Бат Сити» и за сборную Уэльса.
Большую часть своей клубной карьеры Мортесен провёл в «Блэкпуле», за который забил 197 голов только в чемпионате. Он сыграл в трёх финалах Кубка Англии: в 1948, 1951 и 1953 годах, выиграв лишь в последнем, в котором он сделал хет-трик в ворота «Болтона». В 1951 году Мортенсен стал лучшим бомбардиром Первого дивизиона, забив 30 голов в сезоне.
В 1955 году Мортесен ушёл из «Блэкпула», после чего выступал за «Халл Сити», «Саутпорт», «Бат Сити» и «Ланкастер Сити».

## Карьера в сборной
25 мая 1947 года Мортесен дебютировал за сборную Англии в матче против сборной Португалии и сделал «покер» в этом матче, который завершился со счётом 10:0 в пользу англичан. В следующем году он сделал хет-трик в ворота сборной Швеции. Всего он провёл за сборную 25 матчей и забил 23 гола.

### Матчи и голы Мортенсена за сборную Англии
| Матчи и голы Мортенсена за сборную Англии | Матчи и голы Мортенсена за сборную Англии | Матчи и голы Мортенсена за сборную Англии | Матчи и голы Мортенсена за сборную Англии | Матчи и голы Мортенсена за сборную Англии | Матчи и голы Мортенсена за сборную Англии |
| №                                         | Дата                                      | Оппонент                                  | Счёт                                      | Голы Мортенсена                           | Турнир                                    |
| ----------------------------------------- | ----------------------------------------- | ----------------------------------------- | ----------------------------------------- | ----------------------------------------- | ----------------------------------------- |
| 1                                         | 25 мая 1947                               | Португалия                                | 10:0                                      | 4                                         | Товарищеский матч                         |
| 2                                         | 21 сентября 1947                          | Бельгия                                   | 5:2                                       | 1                                         | Товарищеский матч                         |
| 3                                         | 18 октября 1947                           | Уэльс                                     | 3:0                                       | 1                                         | Домашний чемпионат Британии               |
| 4                                         | 5 ноября 1947                             | Ирландия                                  | 2:2                                       |                                           | Домашний чемпионат Британии               |
| 5                                         | 19 ноября 1947                            | Швеция                                    | 4:2                                       | 3                                         | Товарищеский матч                         |
| 6                                         | 10 апреля 1948                            | Шотландия                                 | 2:0                                       | 1                                         | Домашний чемпионат Британии               |
| 7                                         | 16 мая 1948                               | Италия                                    | 4:0                                       | 1                                         | Товарищеский матч                         |
| 8                                         | 9 октября 1948                            | Ирландия                                  | 6:2                                       | 3                                         | Домашний чемпионат Британии               |
| 9                                         | 10 ноября 1948                            | Уэльс                                     | 1:0                                       |                                           | Домашний чемпионат Британии               |
| 10                                        | 9 апреля 1949                             | Шотландия                                 | 1:3                                       |                                           | Домашний чемпионат Британии               |
| 11                                        | 13 мая 1949                               | Швеция                                    | 1:3                                       |                                           | Товарищеский матч                         |
| 12                                        | 18 мая 1949                               | Норвегия                                  | 4:1                                       |                                           | Товарищеский матч                         |
| 13                                        | 15 октября 1949                           | Уэльс                                     | 4:1                                       | 1                                         | Домашний чемпионат Британии               |
| 14                                        | 15 октября 1949                           | Ирландия                                  | 9:2                                       | 2                                         | Домашний чемпионат Британии               |
| 15                                        | 30 ноября 1949                            | Италия                                    | 2:0                                       |                                           | Товарищеский матч                         |
| 16                                        | 15 апреля 1950                            | Шотландия                                 | 1:0                                       | 2                                         | Домашний чемпионат Британии               |
| 17                                        | 14 мая 1949                               | Португалия                                | 5:3                                       | 1                                         | Товарищеский матч                         |
| 18                                        | 18 мая 1949                               | Бельгия                                   | 4:1                                       | 1                                         | Товарищеский матч                         |
| 19                                        | 25 июня 1950                              | Чили                                      | 2:0                                       | 1                                         | Чемпионат мира 1950                       |
| 20                                        | 29 июня 1950                              | США                                       | 0:1                                       |                                           | Чемпионат мира 1950                       |
| 21                                        | 2 июля 1950                               | Испания                                   | 0:1                                       |                                           | Чемпионат мира 1950                       |
| 22                                        | 14 апреля 1951                            | Шотландия                                 | 2:3                                       | 1                                         | Домашний чемпионат Британии               |
| 23                                        | 9 мая 1951                                | Аргентина                                 | 2:1                                       | 1                                         | Домашний чемпионат Британии               |
| 24                                        | 21 октября 1953                           | Сборная Европы                            | 4:4                                       | 1                                         | Товарищеский матч                         |
| 25                                        | 25 ноября 1953                            | Венгрия                                   | 3:6                                       | 1                                         | Товарищеский матч                         |

Итого: 25 матчей / 23 гола; 17 побед, 2 ничьи, 6 поражений.

## После завершения карьеры игрока
С 1967 по 1969 годы Мортенсен был главным тренером «Блэкпула».
20 октября 1983 года он стал вице-президентом «Блэкпула».
18 ноября 1989 года Мортсенсен вывел команду «Блэкпула» на матч пятого раунда Кубка Англии против «Болтона» на «Блумфилд Роуд». Бывший форвард «Болтона» Нэт Лофтхаус, сыгравший против Мортенсена в финале Кубка Англии 1953 года, вывел на поле команду гостей.

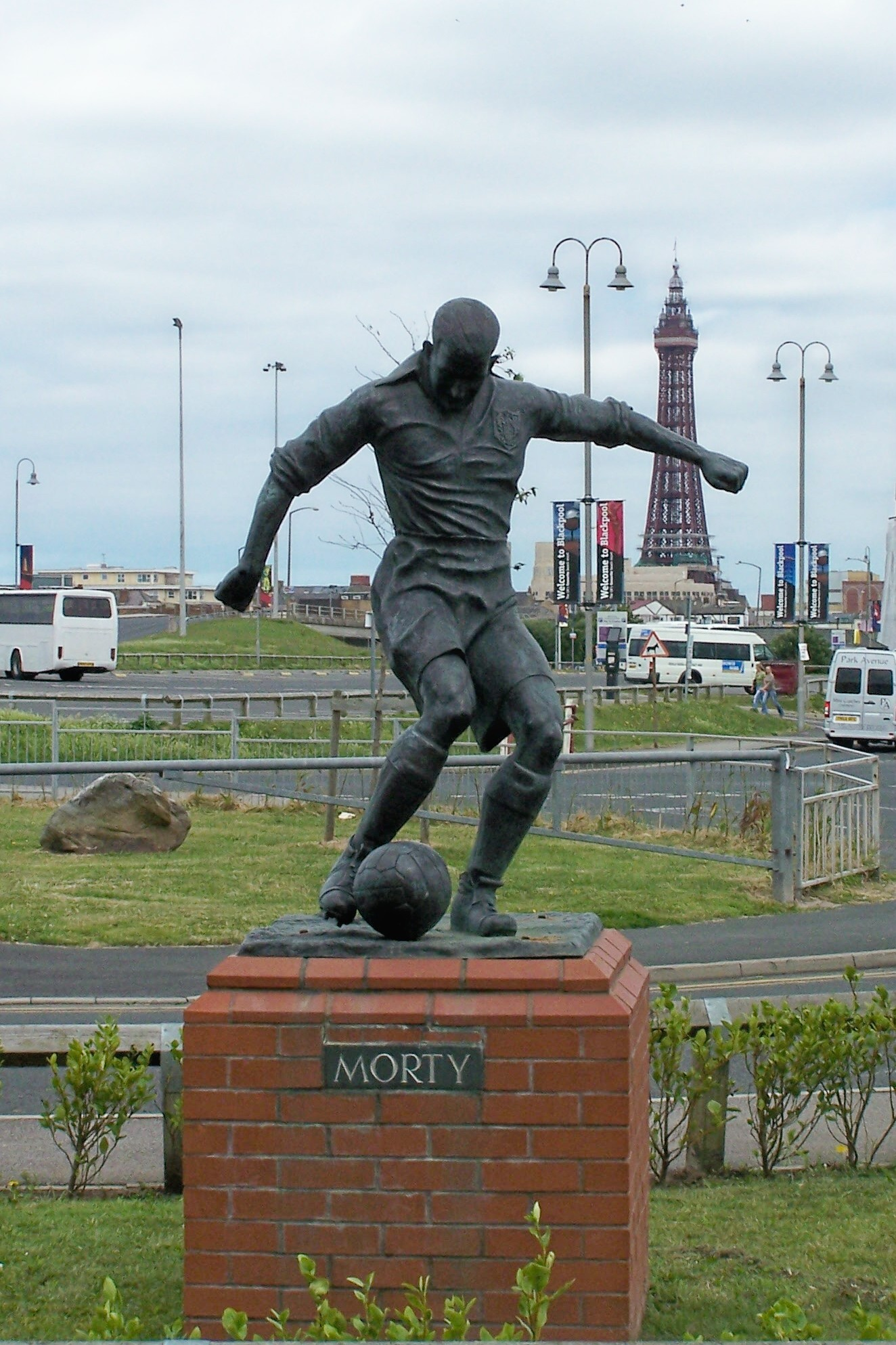
Памятник Мортенсену у стадиона «Блумфилд Роуд»

22 мая 1991 года Мортенсен умер, не дожив четыре дня до своего 70-летия. Он был похоронен в Блэкпуле.
В 2003 году Мортенсен был включён в Зал славы английского футбола.
23 августа 2005 года у стадиона «Блумфилд Роуд» был торжественно открыт памятник Мортенсену. На церемонии открытия присутствовали его вдова и бывший одноклубник Джимми Армфилд.
В апреле 2006 года Мортенсен был включён в Зал славы футбольного клуба «Блэкпул» на «Блумфилд Роуд».

## Достижения
Блэкпул
- Обладатель Кубка Англии: 1953